# Eldikan
Eldikan (russisch Эльдикан; jakutisch Элдьикээн) ist eine Siedlung städtischen Typs in der Republik Sacha (Jakutien) in Russland mit 1515 Einwohnern (Stand 14. Oktober 2010).

## Geographie
Der Ort liegt etwa 320 km Luftlinie ostsüdöstlich der Republikhauptstadt Jakutsk.
Eldikan gehört zum Ulus Ust-Maiski und befindet sich gut 50 km nordöstlich von dessen Verwaltungszentrum Ust-Maja. Die Siedlung ist Sitz  der Stadtgemeinde (gorodskoje posselenije) Possjolok Eldikan, zu der außerdem die das Dorf 8-j km („8. Kilometer“, etwa 7 km südwestlich des Siedlungszentrums am rechten Aldan-Ufer) gehört.

## Geschichte
Die Siedlung wurde 1941 um eine Anlegestelle am Aldan gegründet, die Ausgangspunkt der Erschließung der im östlichen Teil des Gebietes, in den Einzugsgebieten der Flüsse Judoma und Allach-Jun gelegenen Goldfelder werden sollte. Seit 1947 besitzt Eldikan den Status einer Siedlung städtischen Typs. 1948 wurde der Verwaltungssitzes des 1940 aus dem Ust-Maiski rajon als Allach-Junski rajon ausgegliederten östlichen Teils von der Siedlung Allach-Jun nach Eldikan verlegt. Mit der Wiedereingliederung des Rajons verlor Eldikan die Verwaltungsfunktion bereits 1953 wieder.

### Bevölkerungsentwicklung
| Jahr | Einwohner |
| ---- | --------- |
| 1959 | 3096      |
| 1970 | 3353      |
| 1979 | 2974      |
| 1989 | 2963      |
| 2002 | 2119      |
| 2010 | 1515      |

Anmerkung: Volkszählungsdaten

## Verkehr
Eldikan ist Ausgangspunkt einer mehr als 300 km langen, ganzjährig befahrbaren Straße durch die Goldbergbaugebiete im Osten des Ulus bis Jugorjonok an der Judoma, mit Abzweigungen zu allen Bergbausiedlungen des Gebietes. Die Siedlung selbst ist bis heute in der eisfreien Periode nur per Schiff auf dem Aldan sowie im Winter über eine Eisstraße auf dem Fluss erreichbar. Eine Straße von Chandyga (an der Fernstraße R504 Kolyma Nischni Bestjach – Magadan; bis 2017 alternativ M56) das rechte Aldan-Ufer aufwärts ist geplant; der erste Abschnitt bis Dschebariki-Chaja ist seit 2009 in Bau. Über eine Winterstraße links des Aldan ist die Siedlung außerdem mit dem Uluszentrum Ust-Maja und weiter mit dem etwa 300 km entfernten Amga verbunden, von wo eine feste Straße nach Nischni Bestjach bei Jakutsk führt, die kürzeste Verbindung in die Republikhauptstadt.
Der kleine Flughafen (ICAO-Code UEQL) südwestlich des Ortes am Ufer des Aldan wird gegenwärtig nicht regulär angeflogen.